# Hemorragia pós-parto
Hemorragia pós-parto (HPP) é geralmente definida como a perda de mais de 500 ml ou 1000 ml de sangue nas primeiras 24 horas a seguir ao parto. Por vezes, inclui-se também a condição de haver sinais ou sintomas de pressão arterial baixa. Os sinais e sintomas iniciais incluem o aumento da frequência cardíaca, sensação de desmaio quando em pé e aumento da respiração. À medida que a mulher vai perdendo mais sangue, começa a sentir frio, a pressão arterial baixa e pode ficar inquieta ou inconsciente. Esta condição pode ocorrer até seis semanas após o parto.
A causa mais comum é a contração insuficiente do útero após o parto. Entre outras causas possíveis estão a retenção da placenta, rompimento do útero ou coagulação sanguínea insuficiente. É mais frequente em mulheres que já tenham tido anemia, em pessoas asiáticas, que já tenham tido mais de um bebé, que sejam obesas ou que tenham mais de 40 anos de idade. Também é mais comum no caso de cesarianas, em mulheres com parto induzido e em mulheres a quem foi realizada uma episiotomia.
A prevenção implica diminuir os fatores de risco conhecidos incluindo, quando possível, procedimentos adequados à condição e administrando ocitocina durante o nascimento para estimular o útero a contrair-se imediatamente após a expulsão do bebé. Quando os recursos do local são escassos, é possível usar misoprostol em vez de ocitocina. Os tratamentos incluem a administração intravenosa de líquidos, transfusões de sangue e ergotamina para promover a contração do útero. Se estes tratamentos não resultarem, a compressão manual do útero pode ser eficaz. A aorta podem também ser comprimida ao pressionar o abdómen. A Organização Mundial de Saúde recomenda o uso de traje antichoque não pneumático até que possam ser administradas outras medidas, como cirurgia. A administração de ácido tranexâmico tem demonstrado diminuir o risco de morte, e tem sido recomendada nas três horas posteriors ao parto.
Nos países em vias de desenvolvimento, cerca de 1,2% dos partos estão associados com hemorragias pós-parto. Nos casos em que se verificaram HPP, cerca de 3% dos casos resultaram em morte materna. Em todo o mundo, as HPP são a causa de 44000 a 86000 mortes anuais, o que as torna na principal causa de morte durante a gravidez. Em termos comparativos, enquanto na África subsariana morrem de HPP 150 mulheres em cada 100 000, no Reino Unido morrem 0,4 por cada 100 000.